# 노바소닉
노바소닉 (NovaSonic)은 대한민국의 랩 메탈, 뉴 메탈 밴드이다.

## 간략한 역사
1997년 당시 한국 록신을 이끌던 넥스트가 전격 해체되면서, 영국으로 유학을 떠난 신해철을 제외한 넥스트의 나머지 3명의 멤버, 김세황, 김영석, 이수용은 본격적인 솔로 활동을 하고 있던 패닉의 김진표와 함께 1999년에 노바소닉을 결성한다.
3장의 정규 앨범을 발표한 노바소닉은 김진표가 건강상의 문제로 2002년 탈퇴하면서, 2003년에 자체 오디션을 통해 이현섭을 새 보컬로 발탁함과 동시에 4집을 발표하고 음악적인 변화를 모색하였으나 오래 가지 못하고 활동을 중지하게 된다. 2006년에 과거 넥스트의 멤버였던 세 멤버들은 다시 넥스트에 합류하였으며, 이현섭은 발리에서 생긴 일의 OST에 참여한 후, 2007년에 솔로 앨범을 발매한다.
이후 2009년 11월에 밴드의 리더인 베이시스트 김영석이 밴드 활동 재개를 선언했고 보컬 이현섭, T.O Band의 기타리스트였던 NieN(본명 정구현), 드럼 이수용, DJ 렉스의 구성으로 5집이자 밴드 창단 10주년 기념 앨범인 metamorphosis를 그 동안의 노바소닉 음악과는 다른 새로운 색깔로 준비하여 2010년에 발매했다.

## 음악 스타일
김진표가 활동하던 당시 노바소닉은 김세황, 김영석, 이수용의 강력한 헤비 메탈 사운드와 김진표의 공격적인 랩이 혼재된 랩코어, 뉴 메탈 성향의 음악들을 발표하였다. 1999년에 발매된 데뷔 앨범은 대한민국의 메이저 음악시장에서의 첫 뉴 메탈 앨범으로 기록되어 있다.
가사 내용은 세기말의 대한민국 상황을 잘 묘사한 것으로 평가된다. 돈이면 다 된다는 물질만능주의, 부모의 억압, 개인의 소외가 주요 주제였으며, 김진표의 공격적이고 박력있는 랩이 가사 내용을 풍부하게 살려주었다.
연주 부분에 있어서 노바소닉은 미국의 뉴 메탈 밴드들과는 다르게 정통 헤비 메탈 사운드를 고수하였으며, 퓨전 장르적인 요소도 많이 쓰이지 않았다.

## 음반 및 인기곡
정규 음반
- 《NOVASONIC》(1999년 5월): 한국 메이저 음반시장에서의 첫 뉴 메탈 앨범이다.
- 《NOVASONIC 二 》(2000년 8월)
- 《NOVASONIC 3》(2001년 11월): 정통 헤비 메탈적인 모습에서 하드 록으로의 음악적 변화가 보이는 앨범.
- 《Han》(2003년 3월): 새로 영입한 보컬 이현섭이 참여.
- 《Metamorphosis》(2010년 3월): 7년 만에 발매한 5번째 정규앨범이자 결성 10주년 기념작품.

비정규 음반
- 《1999-2002 Remastering》(2002년 12월 11일): 베스트 앨범으로 발매한 것은 아니나, 정규 앨범 및 라이브, 리믹스, 기타 발표된 주요 곡들이 실려 있다.

### 주요 인기곡
- 〈태양의 나라〉 : 1집 수록곡. 노바소닉의 첫 노래로, 노바소닉의 음악 스타일의 전형적인 모습을 보여준다. 강렬한 기타 사운드와 함께 김진표의 랩과 김세황의 배킹 보컬이 잘 어우러진 노래.

- 〈또다른 진심〉 : '마지막 편지... 그것조차 거짓'의 두 번째 파트로 1집 수록곡이다. 김진표의 강렬하게 내지르는 보컬이 인상적이며, 당시 유행했던 댄스 게임인 펌프 잇 업에 수록되어 큰 인기를 누렸다.

- 〈Slam (Video Killed The Radio Star)〉 : 2집 수록곡으로 버글스(The Buggles)의 'Video Killed The Radio Star'를 부분 차용하였다. 경쾌한 분위기가 인상적이다. 펌프 잇 업에도 수록되어 있다.

- 〈나쁜 여자〉 : 3집 수록곡. 사랑의 과정과 절망에 대한 노바소닉적인 해석.